# Зайченки
За́йченки —  село в Україні, у Харківському районі Харківської області. Населення становить 19 осіб. Орган місцевого самоврядування — Малоданилівська селищна рада.

## Населення

### Мова
Розподіл населення за рідною мовою за даними перепису 2001 року:
| Мова       | Кількість | Відсоток |
| ---------- | --------- | -------- |
| українська | 13        | 68.42%   |
| російська  | 6         | 31.58%   |
| Усього     | 19        | 100%     |

## Географія
Село Зайченки знаходиться на відстані 1 км від річки Лопань (правий берег), біля місця впадання в неї річки Лозовенька (ліва притока), за 2 км від Харківської окружної дороги (М03), за 1 км від села Караван, за 3 км від смт Мала Данилівка, за 3,5 км знаходиться залізнична станція Підміська. Село оточене великим лісовим масивом — урочище Харківське (дуб).